# زيلع العثمانية
زيلع العثمانية هي منطقة تقع حول زيلع وكانت تحت السيطرة العثمانية المتقطعة بين القرنين السادس عشر والتاسع عشر، بعد انهيار سلطنة عدل.

## التاريخ
من عام 1840 حتى عام 1855، كان حاكم زيلع هو الحاج شارماركي. ورغم أن الولاية قبله كانت وراثية وتُعيَّن للسادة، إلا أن صعوده كان بفضل النفوذ والثروة التي اكتسبها من خلال عمله كقائد لقارب تدريب. حصل على المنصب أيضًا جزئيًا بسبب الامتنان من بريطانيا العظمى لحماية طاقم ماري آن، وهي سفينة شراعية تعرضت للهجوم قبالة بربرة في عام 1825.

## طالع أيضًا
- الفتح العثماني لزيلع [الإنجليزية]

- تاريخ أرض الصومال
- قائمة الإمبراطوريات والسلالات الإسلامية
- قائمة السلالات الإسلامية السنية